# 家へ帰ろう (吉田拓郎の曲)
「家へ帰ろう」（うちへかえろう）は、吉田拓郎の楽曲。森進一への提供曲「襟裳岬」とのカップリングによる両A面シングル「家へ帰ろう/襟裳岬」およびアルバム『Oldies』（共に2002年発売）に収録された。『Oldies』は「襟裳岬」も含むセルフカバー・アルバムであり、「家へ帰ろう」はアルバム中唯一の新曲である。
テレビ東京系『日経スペシャル ガイアの夜明け』のテーマソングに使用された。

## 家へ帰ろう/襟裳岬
「家へ帰ろう/襟裳岬」は、2002年3月6日にインペリアルレコード（テイチクエンタテインメント）から発売された。吉田拓郎の49枚目のシングルであり、またアルバム『Oldies』の先行シングルである。
「襟裳岬」は、1974年に森進一に提供した楽曲のセルフカバーで、同年に発売されたアルバム『今はまだ人生を語らず』以来2度目のセルフカバーとなる。本シングル・アルバムのバージョンはテレビ朝日系『T×2 SHOW』のエンディングテーマに使用された。
ジャケット写真は、静岡県掛川市にあるヤマハリゾートつま恋（現・つま恋リゾート 彩の郷）で撮影された。

### 収録曲
- 全作曲：吉田拓郎、編曲：吉田拓郎・鳥山雄司

1. 家へ帰ろう
作詞:吉田拓郎
2. 襟裳岬
作詞:岡本おさみ
3. 家へ帰ろう（Instrumental）
4. 襟裳岬（Instrumental）